# Pishin
Pīshīn (farsi پیشین) è una città dello shahrestān di Sarbaz, circoscrizione di Pishin, nella provincia del Sistan e Baluchistan in Iran. Aveva, nel 2006, una popolazione di 10.477 abitanti. Si trova al confine con il Pakistan ed ha un punto di controllo doganale.